# Roboty i romantycy
Roboty i romantycy – trzeci album polskiej grupy muzycznej Rotary, wydany 5 czerwca 2009 roku nakładem wytwórni płytowej My Music. 
Album zawiera 10 premierowych kompozycji zespołu, a jego pierwszym promującym singlem został utwór „Pomyśl o mnie jeden raz”.

## Lista utworów
Opracowano na podstawie materiału źródłowego.
1. „Pomyśl o mnie jeden raz”
2. „Dwa oblicza”
3. „Piękni jak milion gwiazd”
4. „Oprócz nas nic więcej”
5. „Kaseciaki”
6. „Zimna sobota”
7. „Ucieczka z miasta”
8. „Nie mamy czasu”
9. „Niebieski jeans”
10. „Temperament maszyn”

## Personel
Rotary:
- Grzegorz Porowski – wokal
- Maciej Żarnowski – gitara
- Andrzej Jeżewski – klawisze

Gościnnie:
- Adam Moszyński – perkusja
- Michał Mioduszewski – perkusja
- Krzysztof Zalewski – wokal wspierający
- Marcin Bors – produkcja, gitara basowa, gitara, klawinet
- Mateusz Andrzejewski – projekt okładki[brak potwierdzenia w źródle]